# Isiah Maxwell
Isiah Maxwell (Cleveland, 28 marzo 1989) è un attore pornografico statunitense.

## Biografia
Dopo aver lavorato come autista e in un fast food, ha debuttato nell'industria pornografica nel 2011 dapprima come stagista e, successivamente, come attore.
Nel 2024 ha ottenuto l'AVN Award come attore maschile dell'anno.
In carriera ha lavorato con le maggiori case di produzione del settore, girando oltre 2500 scene.

## Riconoscimenti
AVN Awards
- 2022 – Best Gangbang Scene per Influence Emily Willis Part 4 con Emily Willis, Rob Piper, Anton Harden e Tee Reel[5]
- 2023 - Best Group Sex Scene per Blacked Raw V56 con Vanna Bardot, Violet Myers, Vicki Chase, Vic Marie, Nicole Doshi, Savannah Bond, Anton Harden, Richard Mann, Jonathan Jordan, Brickzilla, Garland, Jamie Knoxx, Jay Hefner, John Legendary, Tyrone Love, Stretch & Zaddy[6]
- 2023 - Best Sex Scene - Gonzo per Take Control con Angela White, Oliver Flynn, Mick Blue, John Strong e Zac Wild[7]
- 2024 - Male Performer of the Year[8]
- 2025 – Best Sex Scene - Foursome/Orgy per Brazzers Present: 20 for 20 con Angela White, Cherie DeVille, Alexis Fawx, Kayley Gunner, Lily Lou, Abigail Morris, Kira Noir, Ryan Reid, Gal Ritchie, Queenie Sateen, Luna Star, Monique Alexander, Mick Blue, Hollywood Cash, Manuel Ferrara, Ricky Johnson, JMac, Alex Jones, Keiran Lee, Scott Nails e Van Wylde[9]

XBIZ Awards
- 2018 - Best Sex Scene - Taboo Release per My Big Black Stepbrother con Angel Smalls[10]
- 2018 – Best Sex Scene - Comedy Release per Jews Loves Black Cock con Joanna Angel e Abella Danger[11]
- 2019 - Male Performer of the Year[12]
- 2019 - Best Sex Scene - All-Sex Release per Joanna Angel Gangbang: As Above So Below con Joanna Angel, Prince Yahshua, Ricky Johnson[13]
- 2021 - Best Sex Scene — Feature Movie per Muse con Adriana Chechik, Maitland Ward e Sly Diggler[14]
- 2023 - Best Sex Scene - Vignette per High Gear con Vanna Bardot, Violet Myers, Savannah Bond, Vicki Chase, Nicole Doshi, Richard Mann, Vic Marie, Brickzilla, Anton Harden, Jay, Jonathan Jordan, Jamie Knoxx, John Legendary, Tyrone Love, Strecth e Zaddy[15]
- 2023 - Best Sex Scene - Gonzo per Take Control con Angela White, Oliver Flynn, Mick Blue, John Strong e Zac Wild[7]
- 2024 - Best Sex Scene - Feature Movie per Climax 3 con Kira Noir, Alexia Anders, Lilly Bell, Alexis Tae, Maya Woulfe, Nathan Bronson e Alex Jones[16]
- 2025 - Best Sex Scene - Carrer- First Performance per Blacked Raw V83 con Kauzmi e Hollywood Cash[17]
- 2025 – Best Sex Scene - Orgy/Group per Brazzers Present: 20 for 20 con Cherie DeVille, Alexis Fawx, Kayley Gunner, Lily Lou, Abigail Morris, Kira Noir, Ryan Reid, Gal Ritchie, Queenie Sateen, Luna Star, Monique Alexander, Angela White, Mick Blue, Hollywood Cash, Manuel Ferrara, Ricky Johnson, JMac, Alex Jones, Keiran Lee, Scott Nails e Van Wylde

XRCO Award
- 2021 - Male Performer of the Year[18]
- 2022 - Male Performer of the Year[19]
- 2024 - Male Performer of the Year[20]

NightMoves Award
- 2023 - Best Male Performer[21]